# آدومو
آدومو یکی از شهرهای استان ارتفاعات شرقی، واقع در کشور پاپوآ گینه نو است.